# Hormuz
Hormuz (persky هرمز‎) je ostrov v Hormuzském průlivu v provincii Hormozgán v Íránu.

## Geografie
Ostrov Hormuz leží v severní části Hormuzského průlivu, mezi Ománským a Perským zálivem, 8 km od íránského břehu. Má oválný tvar s rozměry 7 na 8 km a plochou 42 km². Jihozápadně od Hormuzu leží ostrovy Kešm (největší v průlivu) a Larek. Ostrov je kopcovitý, vulkanického původu, nejvyšší vrch má 235 m.
Pobřeží je většinou tvořeno písečnými plážemi, místy i útesy. Kvůli nedostatku srážek je půda a voda zasolená, proto na většině povrchu ostrova chybí rostlinstvo.
Jediným stálým osídlením je rybářská vesnice Hormuz na severu ostrova. Existuje ještě několik osad s nevelkými plochami zavlažované půdy a sady.

## Historie
Jméno Hormuz původně patřilo městu na íránském pobřeží 60 km vzdálenému. Od 3. století byl Hormuz součástí říše Sásánovců. Po dobytí arabskými chalífy se stal významným přístavem a hlavním trhem Kermánu. Po roce 1200 perský obchod s Indií a Čínou probíhal výhradně přes Hormuz. Kolem roku 1300 vládce Hormuzu, kvůli větší bezpečnosti, přenesl město na ostrov, který časem převzal jméno Hormuz.
V polovině 13. století byl začleněn do Mongolské říše, resp. říše Ílchánů. Později patřil k říši Timúrovců. Od 14. století byl ostrov střediskem samostatného obchodního státu. Roku 1507 ho dobyli Portugalci. Na konci 16. století popsal jistý anglický cestovatel, že Hormuz překypuje Francouzi, Vlámy, Maďary, Italy, Řeky, Armény, Nazarény, Turky, Židy, Peršany a Moskvany. Roku 1622 Hormuz dobylo perské vojsko Safíovců s podporou anglického loďstva. Poté význam Hormuzu postupně klesal, jako obchodní centrum regionu jej nahradil Bandar Abbás.